# Грејам Потер
Грејам Стивен Потер (енгл. Graham Stephen Potter; Солихал, 20. мај 1975) је енглески фудбалски тренер и бивши фудбалер. Тренутно је тренер Вест Хем јунајтеда.